# Parasericostoma abruptum
Parasericostoma abruptum är en nattsländeart som beskrevs av Schmid 1964. Parasericostoma abruptum ingår i släktet Parasericostoma och familjen krumrörsnattsländor. Inga underarter finns listade i Catalogue of Life.